# Liste des œuvres de Carl Spitzweg
Liste d'œuvres de Carl Spitzweg
| Image | Titre en français                                     | Titre en allemand                                            | Année          | Taille / Technique               | Exposition / Collection / Propriétaire / Remarques |
| ----- | ----------------------------------------------------- | ------------------------------------------------------------ | -------------- | -------------------------------- | --- |
|       | Autoportrait                                          | Selbstporträt                                                | 1832           | 9,5 × 9,5 cm, dessin sur papier  | Collection privée |
|       | Le Pauvre Poète                                       | Der arme Poet                                                | 1839           | 36.2 × 44.6 cm, huile sur toile  | Neue Pinakothek, Munich, Donation des neveux en 1887 |
|       | Le Chasseur de papillons                              | Der Schmetterlingsjäger                                      | 1840           | 31 × 25 cm, huile sur bois       | Musée de Wiesbaden |
|       | Le Chemin interdit                                    | Der verbotene Weg                                            | vers 1840      | 38,3 × 31,2 cm                   | |
|       | Promenade du dimanche                                 | Sonntagsspaziergang                                          | 1841           | 53,2 × 41,3 cm, huile sur bois   | Musée Carolino Augusteum, Salzbourg |
|       | Le Chasseur du dimanche                               | Der Sonntagsjäger                                            | vers 1845      | 40 × 33 cm, huile sur toile      | Staatsgalerie Stuttgart |
|       | Anglais dans la campagne                              | Engländer in der Campagna                                    | vers 1845      | 40 × 50 cm, aquarelle            | Alte Nationalgalerie, Berlin |
|       | Gnome regardant le train                              | Gnom, Eisenbahn betrachtend                                  | vers 1848      | 24,0 × 14,7 cm, huile sur bois   | Collection privée à Franken |
|       | Le Peintre dans une clairière allongé sous un parasol | Der Maler auf einer Waldlichtung, unter einem Schirm liegend | vers 1850      | 49,5 × 30,2 cm, Huile sur toile  | propriétaire privé |
|       | Le Rat de bibliothèque                                | Der Bücherwurm                                               | vers 1850      | 49,5 × 26,8 cm, huile sur toile  | Musée Georg Schäfer à Schweinfurt |
|       | Rues à Venise                                         | Straße in Venedig                                            | vers 1850      | 31,5 × 16 cm, huile sur bois     | Alte Nationalgalerie, Berlin |
|       | L'Adieu                                               | Der Abschied                                                 | 1855           | Huile sur toile                  | |
|       | Nymphe au bain                                        | Badende Nymphe                                               | vers 1855      | 54 cm × 40 cm, huile sur toile   | Collection privée à Dortmund |
|       | Une visite                                            | Ein Besuch                                                   | vers 1855      | 21,9 × 26,8 cm, huile sur carton | Musée Georg Schäfer, Schweinfurt |
|       | Turcs au café                                         | Türken in einem Kaffeehaus                                   | vers 1855      | 52 × 41 cm, huile sur toile      | Galerie Schack, Munich |
|       | Un solo (détail)                                      | Ein Solo (Detail)                                            | 1855           | 43 × 46 cm, huile sur toile      | Collection privée |
|       | Sur le bastion                                        | Auf der Bastei                                               | vers 1856      | 21 × 49 cm, Huile sur toile      | Collection privée |
|       | L'Ami des cactus                                      | Der Kaktusfreund                                             | vers 1856      | 54,3 × 32,2 cm, Huile sur toile  | Musée Georg Schäfer, Schweinfurt |
|       | Sérénade espagnole                                    | Spanisches Ständchen                                         | vers 1856      | 67,8 × 53,4 cm, Huile sur toile  | Galerie Schack, Munich |
|       | Justitia ou la justice veille                         | Justitia oder Die Gerechtigkeit wacht                        | vers 1857      | 49 × 27 cm, huile sur toile      | |
|       | Le Facteur à Rosenthal                                | Der Briefbote im Rosenthal                                   | vers 1858      | 73,5 × 46,5 cm, huile sur toile  | Musée de l'université, Marburg |
|       | Le Lecteur de journal dans le jardin familial         | Zeitungsleser im Hausgärtchen                                | vers 1845/1858 | 21,3 × 15,5 cm, huile sur bois   | Musée Pflanzgalerie Kaiserslautern |
|       | Mercredi des cendres                                  | Aschermittwoch                                               | vers 1855/1860 | 21 × 14 cm, huile sur toile      | Staatsgalerie, Stuttgart |
|       | Le Prêtre comme amateur de cactus                     | Der Herr Pfarrer als Kakteenfreund                           | vers 1856      | 29 × 18 cm, huile sur carton     | Alte Nationalgalerie, Berlin |
|       | Faucheuses dans la montagne                           | Mäherinnen im Gebirge                                        | vers 1858      | 48 × 26,5 cm, huile sur toile    | Collection privée en Bavière |
|       | Poste de garde autrichien (Douane autrichienne)       | Österreichischer Wachtposten (Österreichisches Zollhaus)     | 1859           | 40 × 20 cm, huile sur toile      | Alte Nationalgalerie, Berlin |
|       | Paysage sur l'Ammersee                                | Landschaft am Ammersee                                       | vers 1860      | 15,7 × 32 cm, huile sur bois     | propriétaire privé |
|       | Le Marieur éternel                                    | Der ewige Hochzeiter                                         | vers 1860      | 48 × 27,5 cm, huile sur toile    | Villa Hügel, Essen |
|       | La Lettre d'amour interceptée                         | Der abgefangene Liebesbrief                                  | vers 1860      | 54,2 × 32,3 cm, huile sur toile  | Musée Georg Schäfer, Schweinfurt |
|       | Promenade à l'institut                                | Institutsspaziergang                                         | vers 1860      | 31,9 × 53,8 cm, huile sur toile  | Neue Pinakothek, Munich |
|       | L'Avant-poste                                         | Der strickende Vorposten                                     | vers 1860      | 21.7 × 39.6 cm, Huile sur toile  | Musée Georg Schäfer, Schweinfurt, numéro 795 dans le catalogue des œuvres |
|       | Un ermite, jouant du violon                           | Ein Einsiedler, Violine spielend                             | vers 1862      | 31 × 54 cm, huile sur toile      | Galerie Schack, Munich |
|       | Un hypocondriaque                                     | Ein Hypochonder                                              | vers 1865      | 54 × 31 cm, huile sur toile      | Neue Pinakothek, Munich |
|       | Vieille Taverne sur le Starnberger See                | Alte Schänke am Starnberger See                              | 1865           | 32 × 54 cm, huile sur toile      | Alte Nationalgalerie, Berlin |
|       | La Chambre sous les toits                             | Die Dachstube                                                | vers 1865/70   | 30 × 23 cm, Huile sur carton     | Wittelsbacher Ausgleichsfonds, Munich |
|       | Paysage de montagne en Bavière                        | Bayerische Gebirgslandschaft                                 | vers 1870      | 64,6 × 78,7 cm, Huile sur toile  | Neue Pinakothek, Munich |
|       | Vieux Moine devant sa cellule                         | Alter Mönch vor der Klause                                   | vers 1870      | 19,3 × 30,7 cm, Huile sur toile  | Musée Georg Schäfer, Schweinfurt |
|       | Moine (méditation)                                    | Gähnender Mönch (Meditation)                                 | vers 1870      | 54,5 × 32,5 cm, huile sur toile  | Musée Wallraf-Richartz et fondation Corboud (WRM Dep. 0283) Prêté par la République fédérale d'Allemagne depuis 1966                                                                                       |
|       | Ermite lisant                                         | Lesender Klausner                                            | vers 1870-79   | 24 × 16 cm, huile sur bois       | Alte Nationalgalerie, Berlin |
|       | Le Veilleur de nuit endormi                           | Der eingeschlafene Nachtwächter                              | vers 1875      | 29 × 19 cm, Huile sur bois       | Kurpfälzisches Museum, Heidelberg |
|       | Le Sorcier (de) (aussi Magicien et Dragon)            | Der Hexenmeister (aussi Zauberer und Drache)                 | vers 1875      | 29,8 × 21,9 cm, huile sur toile  | Musée Georg Schäfer, Schweinfurt; un tableau presque identique réalisé par le peintre dans un format plus grand (47,1 × 26,2 cm) se trouve dans la collection d'art Rudolf August Oetker GmbH à Bielefeld. |
|       | Le Courrier                                           | Die Post                                                     | vers 1880      | 33 × 22 cm, huile sur carton     | Villa Hügel, Essen |
|       | Art et science                                        | Kunst und Wissenschaft                                       | vers 1880      | 56,5 × 35 cm, huile sur toile    | Collection privée |
|       | Douane papale                                         | Päpstliche Zollwache                                         | vers 1880      | 37,5 × 30 cm, huile sur bois     | Musée Lenbachhaus, Munich |
|       | Arrivée à Seeshaupt                                   | Ankunft in Seeshaupt                                         | vers 1880      | 68,9 × 49,8 cm, huile sur toile  | Museum Georg Schäfer, Schweinfurt |
|       | Cerfs-volants                                         | Drachensteigen                                               | vers 1880/1885 | 38 × 12 cm, huile sur carton     | Alte Nationalgalerie, Berlin |

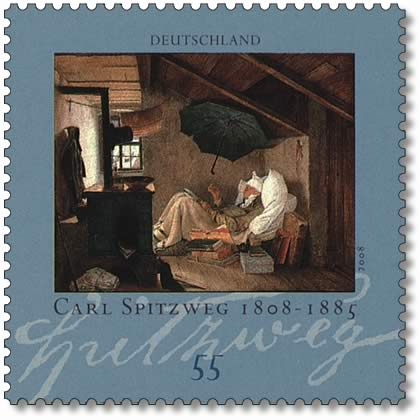
Le timbre allemand de carl Spitzweg édité en 2008 reproduit le tableau Le Pauvre Poète

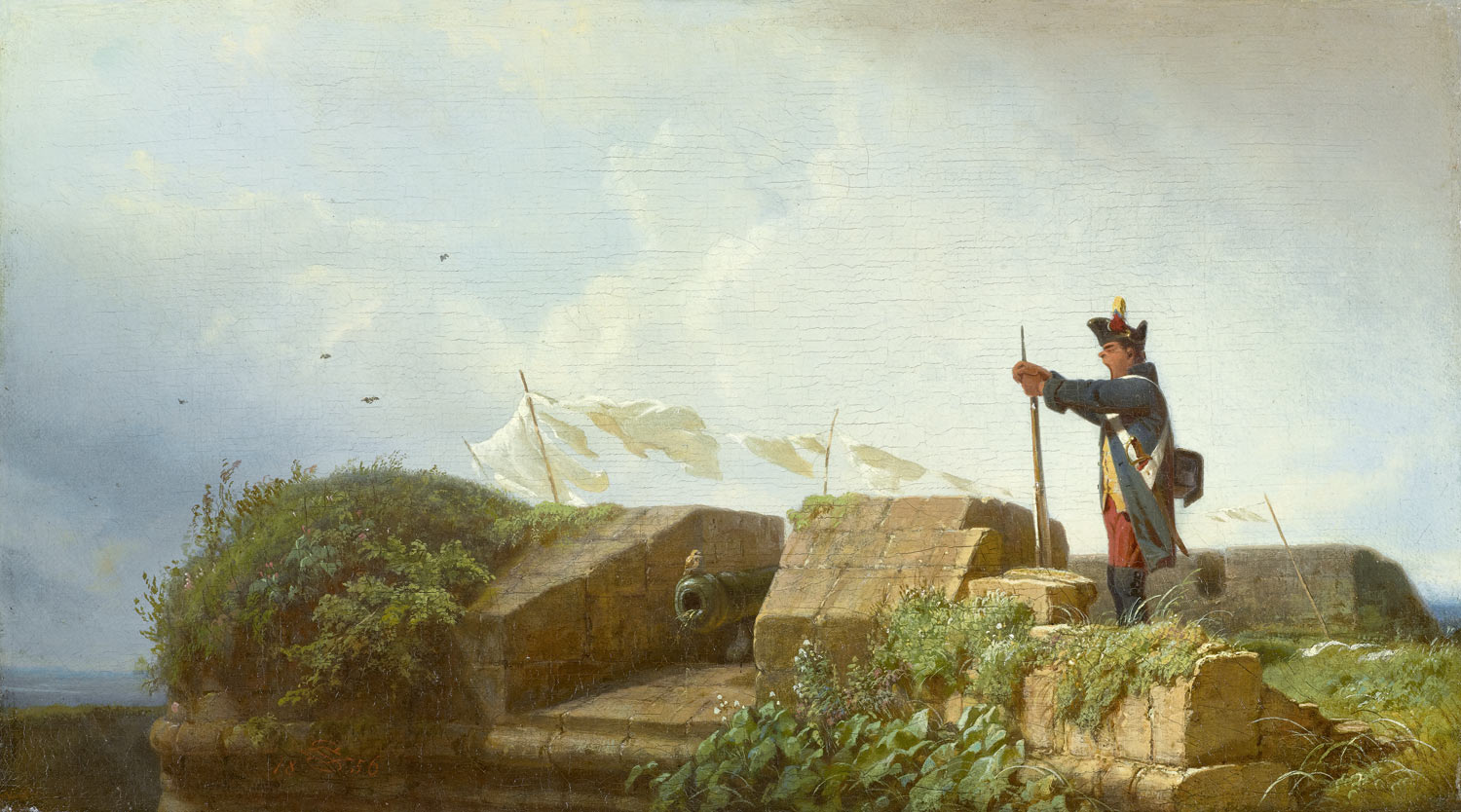
Friede im Lande, 1856

- La Caravane (Die Karawane) (vers 1860, huile, 21,5 × 39,5 cm, Stadtmuseum Radolfzell)
- Pierrot et Colombine aussi rendez-vous (Pierrot und Columbine, aussi Stelldichein) (vers 1875)
- L'Antiquaire (aussi Le Bouquiniste) (Der Antiquar, aussi Der Bücherantiquar) (vers 1880), propriétaire privé.
- Antiquaire et deux jeunes filles (Antiquar und zwei Mädchen) (vers 1855, ne figure pas dans le catalogue des œuvres, propriétaire privé, Suisse)
- Sur l'alpage (Auf der Alm) (1880)
- Le Hussard (Der Husar)
- Le Commandant (Der Kommandant)
- Méditation (Meditation)
- Seules les pensées sont exonérées (Nur Gedanken sind zollfrei)
- La Sérénade (Die Serenade)
- Le Minéralogiste (Der Mineraloge) Galerie de Pforzheim
- Les Amis d'enfance (Die Jugendfreunde) vers 1855, Munich, Städtische Galerie à Lenbachaus, numéro 996 dans le catalogue des œuvres
- Concert de flûtes (Flötenkonzert im Waldesinneren), Bonn, Bureau de la présidence fédérale, numéro 1069 dans le catalogue des œuvres
- Sur le rempart (temps de paix, gardes baillants) (Auf der Bastei (Friedenszeit, Gähnender Wachtposten)), Kunsthalle de Mannheim, numéro 789 dans le catalogue des œuvres
- Gähnende Schildwache (auf der Bastei), Munich, propriétaire privé, absent dans le catalogue des œuvres
- Wachtposten, Städtisches Museum de Brunswick, numéro 793 dans le catalogue des œuvres
- Der Kaktusliebhaber, musée Schäfer Schweinfurt, numéro 899 dans le catalogue des œuvres
- La Cigogne (Der Klapperstorch), vers 1885, propriétaire privé, numéro 500 dans le catalogue des œuvres
- Friede im Lande, vers 1850/60 Munich, propriétaire privé, absent dans le catalogue des œuvres
- Liseur de journaux dans le jardin (politique dans le jardin au café (Zeitungsleser im Garten (Politikus im Gärtchen beim Kaffee), propriétaire privé, numéro 887 dans le catalogue des œuvres
- Der Geistliche Rat bei der Morgenlektüre, 1847, Hanovre, propriétaire privé.
- Die Lektüre, vers 1878/80 propriétaire privé, absent dans le catalogue des œuvres
- Fischender Mönch mit Kindern, vers 1855/60 propriétaire privé, absent dans le catalogue des œuvres
- Jeune Fille dans la montagne (Mädchen im Gebirge), Canada, Cape Georges, collection Ott, différent du numéro 320 dans le catalogue des œuvres
- Douane papale (Päbstliche Zollwache), Munich Lehnbachhaus, numéro 624 dans le catalogue des œuvres